# العلاقات الكوستاريكية الميكرونيسية
العلاقات الكوستاريكية الميكرونيسية هي العلاقات الثنائية التي تجمع بين كوستاريكا وولايات ميكرونيسيا المتحدة.

## مقارنة بين البلدين
هذه مقارنة عامة ومرجعية للدولتين:
| وجه المقارنة                                              | كوستاريكا                                 | ولايات ميكرونيسيا المتحدة |
| --------------------------------------------------------- | ----------------------------------------- | ------------------------- |
| المساحة (كم2)                                             | 51.10 ألف                                 | 702                       |
| عدد السكان (نسمة)                                         | 4.91 مليون                                | 105.54 ألف                |
| الكثافة السكانية (ن./كم²)                                 | 96.09                                     | 15.03 ألف                 |
| العاصمة                                                   | سان خوسيه                                 | باليكير                   |
| اللغة الرسمية                                             | اللغة الإسبانية                           | لغة إنجليزية              |
| العملة                                                    | كولون كوستاريكي                           | دولار أمريكي              |
| الناتج المحلي الإجمالي (بليون دولار)                      | 57.06 مليار                               | 336.43 مليون              |
| الناتج المحلي الإجمالي (تعادل القوة الشرائية) بليون دولار | 74.98 مليار                               | 365.27 مليون              |
| الناتج المحلي الإجمالي الاسمي للفرد دولار أمريكي          | 11.26 ألف                                 | 3.02 ألف                  |
| الناتج المحلي الإجمالي للفرد دولار أمريكي                 | 14.92 ألف                                 |                           |
| مؤشر التنمية البشرية                                      | 0.766                                     | 0.640                     |
| رمز المكالمات الدولي                                      | +506                                      | +691                      |
| رمز الإنترنت                                              | .cr، قائمة نطاقات المستوى الأعلى للإنترنت | .fm                       |
| المنطقة الزمنية                                           | 00                                        |                           |

## منظمات دولية مشتركة
يشترك البلدان في عضوية مجموعة من المنظمات الدولية، منها:
| علم المنظمة | اسم المنظمة                               | تاريخ انضمام كوستاريكا | تاريخ انضمام ولايات ميكرونيسيا المتحدة |
| ----------- | ----------------------------------------- | ---------------------- | -------------------------------------- |
|             | منظمة حظر الأسلحة الكيميائية              | ?                      | ?                                      |
|             | البنك الدولي للإنشاء والتعمير             | 8 يناير 1946           | 24 يونيو 1993                          |
|             | المركز الدولي لتسوية المنازعات الاستشارية | 27 مايو 1993           | 24 يوليو 1993                          |
|             | الأمم المتحدة                             | 2 نوفمبر 1945          | 17 سبتمبر 1991                         |
|             | يونسكو                                    | 19 مايو 1950           | 19 أكتوبر 1999                         |
|             | وكالة ضمان الاستثمار متعدد الأطراف        | 8 فبراير 1994          | 11 أغسطس 1993                          |
|             | مؤسسة التنمية الدولية                     | 30 يونيو 1961          | 24 يونيو 1993                          |
|             | مؤسسة التمويل الدولية                     | 20 يوليو 1956          | 24 يونيو 1993                          |
|             | الاتحاد الدولي للاتصالات                  | 13 سبتمبر 1932         | 18 مارس 1993                           |

## وصلات خارجية
- موقع وزارة الخارجية الكوستاريكية